# Hutch Dano
Hutchings Royal Dano, detto Hutch (Santa Monica, 21 maggio 1992), è un attore statunitense, noto al pubblico per il suo ruolo di Zeke nella serie televisiva Zeke e Luther.

## Filmografia

### Cinema
- Ramona e Beezus (Ramona and Beezus), regia di Elizabeth Allen (2010)
- Feels So Good, regia di Josh Stolberg (2013)
- Zombeavers, regia di Jordan Rubin (2014)

### Televisione
- Zack e Cody sul ponte di comando (The Suite Life on Deck) – serie TV, episodi 1x19-3x18 (2009-2011)
- Zeke e Luther (Zeke & Luther) – serie TV, 73 episodi (2009-2012)
- Fratello scout (Den Brother), regia di Mark L. Taylor – film TV (2010)
- Law & Order: LA – serie TV, episodio 1x08 (2010)
- White Collar – serie TV, episodio 3x06 (2011)
- Divorced Family – serie TV (2015)

## Doppiatori italiani
Nelle versioni in italiano delle opere in cui ha recitato, Hutch Dano è stato doppiato da:
- Flavio Aquilone in Zeke e Luther, Fratello scout
- Matteo Liofredi in Zack e Cody sul ponte di comando
- Alessio Ward in Ramona e Beezus
- Paolo Vivio in White Collar